# 소말리아저빌
소말리아저빌(Gerbillus somalicus)은 황무지쥐아과에 속하는 설치류의 일종이다. 소말리아에서만 알려져 있다.